# Martin Peder Vangli
Martin Peder Vangli, född den 1 februari 1903, död 5 juni 1976 var en norsk längdåkare som tävlade under 1930-talet. 
Vangli deltog i två världsmästerskap. Vid VM 1930 slutade han på femte plats på 50 kilometer. Bättre gick det vid VM 1931 där han blev tvåa på 50 kilometer och sexa på 18 kilometer. 
1937 mottog Vangli Holmenkollenmedaljen.